# Dzięcioł bermudzki
Dzięcioł bermudzki (Colaptes oceanicus) – gatunek ptaka z rodziny dzięciołowatych (Picidae). Znany wyłącznie z subfosylnych szczątków odnalezionych w Admirals Cave na Wielkiej Bermudzie.

## Taksonomia
Po raz pierwszy gatunek opisał Storrs L. Olson w 2013 roku na łamach Proceedings of the Biological Society of Washington. Holotypem był mostek z zachowanym w większości grzebieniem mostka odnaleziony w Admirals Cave w regionie Hamilton na Wielkiej Bermudzie. Jego wiek datowany jest na późny plejstocen. Pozyskano również kilka topotypów (prawa kość krucza, dwie prawe kości ramienne, część lewego tibiotarsusu) oraz trzy inne kości w pozostałych trzech miejscach. Olson nadał nowemu gatunkowi nazwę Colaptes oceanicus. Jest ona obecnie (2020) podtrzymywana przez Międzynarodowy Komitet Ornitologiczny.

## Morfologia
Dzięcioły bermudzkie były mniejsze od dzięciołów różowoszyich (C. auratus auratus), większe zaś od C. auratus gundlachi. Budowa mostka wskazuje na ograniczenie zdolności lotu, podobnie jak niewielki rozmiar carpometacarpusu.

## Status
IUCN uznaje dzięcioła bermudzkiego za gatunek wymarły (EX, Extinct). Możliwe, że dzięcioł bermudzki przetrwał do 1623 roku, z którego pochodzi zapiska kpt. Johna Smitha wspominająca dzięcioły na wyspie. Możliwe, że były to wędrowne oskomiki czerwonogardłe (Sphyrapicus varius), pojawiające się na Wielkiej Bermudzie w niewielkiej liczbie. Smith wspomniał także o zdziczałych kotach; możliwe, że doprowadziły one do wymarcia dzięciołów bermudzkich, jak to uczyniły z przedstawicielami Colaptes auratus rufipileus na wyspie Guadalupe.